# Ficarazzi (Palermo)
Ficarazzi is een gemeente in de Italiaanse provincie Palermo (regio Sicilië) en telt 9674 inwoners (31-12-2004). De oppervlakte bedraagt 3,6 km², de bevolkingsdichtheid is 2687 inwoners per km².

## Demografie
Ficarazzi telt ongeveer 3658 huishoudens. Het aantal inwoners steeg in de periode 1991-2001 met 17,7% volgens cijfers uit de tienjaarlijkse volkstellingen van ISTAT.
| Jaar | Inwoneraantal |
| ---- | ------------- |
| 1991 | 8005          |
| 2001 | 9418          |

## Geografie
De gemeente ligt op ongeveer 23 m boven zeeniveau.
Ficarazzi grenst aan de volgende gemeenten: Bagheria, Misilmeri, Palermo, Villabate.
Alia · Alimena · Aliminusa · Altavilla Milicia · Altofonte · Bagheria · Balestrate · Baucina · Belmonte Mezzagno · Bisacquino · Blufi · Bolognetta · Bompietro · Borgetto · Caccamo · Caltavuturo · Campofelice di Fitalia · Campofelice di Roccella · Campofiorito · Camporeale · Capaci · Carini · Castelbuono · Casteldaccia · Castellana Sicula · Castronovo di Sicilia · Cefalà Diana · Cefalù · Cerda · Chiusa Sclafani · Ciminna · Cinisi · Collesano · Contessa Entellina · Corleone · Ficarazzi · Gangi · Geraci Siculo · Giardinello · Giuliana · Godrano · Gratteri · Isnello · Isola delle Femmine · Lascari · Lercara Friddi · Marineo · Mezzojuso · Misilmeri · Monreale · Montelepre · Montemaggiore Belsito · Palazzo Adriano · Palermo · Partinico · Petralia Soprana · Petralia Sottana · Piana degli Albanesi · Polizzi Generosa · Pollina · Prizzi · Roccamena · Roccapalumba · San Cipirello · San Giuseppe Jato · San Mauro Castelverde · Santa Cristina Gela · Santa Flavia · Sciara · Scillato · Sclafani Bagni · Termini Imerese · Terrasini · Torretta · Trabia · Trappeto · Ustica · Valledolmo · Ventimiglia di Sicilia · Vicari · Villabate · Villafrati
1. ↑  https://demo.istat.it/?l=it.